# Pod Lasem (Polany)
Pod Lasem – część wsi Polany (do 31 grudnia 2002 przysiółek) w Polsce, położona w województwie mazowieckim, w powiecie radomskim, w gminie Wierzbica.